# 守護聖女プリズムセイバー
『守護聖女プリズムセイバー』（しゅごせいじょプリズムセイバー）とは、2011年11月25日にネクストン系ブランド・Lusteriseより発売されたアダルトゲームである。
また、ゲーム原画同様挿絵：くまっち & 船虫が担当し、著者：空蝉が2011年6月17日から2011年10月17日にかけて雑誌の二次元ドリームマガジンで連載した小説「守護聖女プリズムセイバー 乙女たちの散華」が、二次元ドリームノベルズレーベルから同時発売された。

## 概要
プレイヤーはゲームの中で、様々な方法で凌辱される変身ヒロイン（聖女）たちだけでなく、悪堕ちした姿を楽しむ事ができる。

## あらすじ
異世界『エイマ・ティアス』では、魔王が聖女に封印された後、魔王の部下が封印を解こうとして封印であるイノセントピースを砕いてしまった。
魔王の部下はイノセントピースの欠片共々現代へ飛ばされ、計画を成功させるためのエネルギーを得るべく魔物を現世に解き放った。
魔王封印に携わった聖女・セレスティアは現代の少女たちに、イノセントピースを託し、魔王討伐を頼んだ。
少女たちの幼馴染である主人公・斗真は、彼女たちの戦いに巻き込まれていった。

## 登場人物
斗真
今作の主人公で、ルリナと珠優の友人。正義感が強いが、セクハラ発言の絶えない人物。
篠宮 ルリナ （しのみや るりな） / プリズムセイバー エスト
声 - 倉田まりや
種別 - ラピスラズリ、異名 - “突き進むもの”エストゥファン
心優しき体育会系少女。正義感が強いが、完全に悪に対して憎しむことができない。
ラピスラズリのイノセントピースである「突き進むもの」エストゥファンの力により、剣を武器とするプリズムセイバー・エストに変身する。エスト変身時は白と青を基調とした衣装で、頭には羽飾りがついている。悪堕ち時は、黒・金・赤を基調とした露出度の高いデザインの衣装となり、頭の羽飾は角に変化している。
功刀 千晶 （くぬぎ ちあき） / プリズムセイバー フォルテ
声 - 三郷綾夢
種別 - アメジスト、異名 - “射抜くもの”ラストフォルテ
誰よりも早くイノセントピースを手に入れた少女。一人で頑張ろうとする傾向にある。
アメジストのイノセントピースである「射抜くもの」ラストフォルテの力により、弓矢を武器とするプリズムセイバー・フォルテに変身する。フォルテ変身時は、青を基調とした衣装である。悪堕ちすると、胸部が手ブラを連想させるなど露出度が高くなり、さらに色っぽくなる。
神楽坂 珠優 （かぐらざか みゆ） / プリズムセイバー ゲルダ
声 - 芹園みや
種別 - ムーンストーン、異名 - “許すもの”アーレンゲルテ
ほんわかしていながらも危なっかしい少女。
ムーンストーンのイノセントピースである「許すもの」アーレンゲルテの力により、杖を武器とするプリズムセイバー・ゲルダに変身する。ゲルダ変身時の衣装は白と薄い緑を貴庁としたものである。悪堕ち時は、衣装のデザインだけでなく、杖のデザインも大幅に変化する。
天城 真白 （あまぎ ましろ） / プリズムセイバー フリシア
声 - ヒマリ
種別 - オパール、異名 - “無垢なるもの”ロンドフリック
真面目だが弱気な性格の少女。頼みごとを断れずにいられないため、嫌がらせを受けることが多い。
オパールのイノセントピースである「無垢なるもの」ロンドフリックにより、爪を武器とするプリズムセイバー・フリシアに変身する。フリシア変身時の衣装は他の3人よりも露出度が高い。
メルコール
今作の事件の黒幕である、魔王の手下。欲望に満ちた人間にイノセントピースを渡して魔物にしている。

### ギアム
メルコールが人間のエナジー収集に用いる魔物。
ミミズ型ギアム
ミミズの身体にイソギンチャクのような触手が先端についたギアム。
ローパー型ギアム
全身から多数の触手を生やしたギアム。死角がない反面動きが遅い。
植物型ギアム
花のような姿のギアムで、おしべ・めしべに該当する部分は触手になっている。
イソギンチャク型ギアム
蠍型ギアム
ナメクジ型ギアム
鎧ギアム
固い甲羅から触手を下方に生やしたギアム。
人型ギアム
人間の姿をしたギアムで、手足の部分が触手になっており、下も長い。イノセントピースにより生成される場合もあるがメルコールが、人間を堕落させてギアムに成り下がらせることもある。

## 用語
イノセントピース

## スタッフ
- 原画 - くまっち、船虫
- シナリオ - すまっしゅぱんだ、他
- 主題歌「Rusty blossom」
  - 作詞 - すまっしゅぱんだ / 作曲・編曲 - Dream's End / 歌 - 倉田まりや / コーラス - saki / 制作 - AG-promotion

## 関連商品
書籍
- 「守護聖女プリズムセイバー 乙女たちの散華」 二次元ドリームノベルズ
  - 空蝉 著、くまっち・船虫 挿絵、2011年11月26日発売、キルタイムコミュニケーション、ISBN 978-4-7992-0153-4

DVD-PG
- 守護聖女プリズムセイバー DVDPG
  - 2012年3月29日発売、電脳CLUB、DCPG-260